# Vẻ đẹp bị đánh cắp (phim truyền hình)
 Vẻ đẹp bị đánh cắp (Tiếng Trung giản thể:'  无 头 东宫  ') (Tiếng Trung phồn thể:'  無 頭 東宮 ) là một bộ phim chính kịch cổ trang dài 30 tập do TVB phát hành ở nước ngoài vào tháng 4 năm 2001 và phát sóng trên kênh TVB Jade vào tháng 1 năm 2002. Phim có sự tham gia của Trần Diệu Anh, Hướng Hải Lam, Trương Triệu Huy, Ngụy Tuấn Kiệt và Xa Thi Mạn.

## Cốt truyện
Ling Wan là một cô gái nghèo sống trong "Làng người đẹp" với cha cô, Ling Tid, người vợ đã qua đời sau khi sinh con gái của ông. Ling Tid sở hữu một cửa hàng kim loại và Ling Wan cũng rất giỏi trong việc chạm khắc kim loại. Cũng giống như bố, cô sinh ra rất xấu xí, trên mặt có nốt ruồi. Năm mười ba tuổi, cô mắc một căn bệnh quái ác, khi khỏi bệnh thì nốt ruồi đã biến mất nhưng vì tình đoàn kết với cha cho đến khi ông mất, cô đã đeo nốt ruồi giả để trông thật xấu xí. Ling Wan kết bạn với một cô gái xấu xí khác là Cho Cho, hiểu rõ những vấn đề của cô ấy. Cả hai cô gái đều bị những người dân làng khác trêu chọc và cười nhạo vì ngoại hình của họ.
Hoàng đế đến "Làng người đẹp" dự lễ hội. Ling Wan và Cho Cho không bao giờ được mời đến các lễ hội vì họ xấu xí và gây xấu hổ cho thị trấn. Hoàng đế cải trang thành một người giàu có bình thường. Các sát thủ do người chú thèm khát quyền lực của hoàng đế cử đến để hành thích hoàng đế nhưng Ling Wan đã cứu anh ta. Hoàng đế bị thương và Ling Wan đưa ông đến mộ của mẹ cô để trốn khỏi những kẻ tấn công, những kẻ này về sau bị kết án tử hình.
Hoàng đế yêu Ling Wan không phải vì sắc đẹp của cô mà vì lòng tốt của cô. Ông quyết định kết hôn với Ling Wan và chỉ khi đó cô mới nhận ra danh tính của anh. Cho Cho, một người ghen tị, sử dụng dịch vụ của một ảo thuật gia đường phố để trở nên xinh đẹp tạm thời và sau đó trở nên tuyệt vọng với sự thay đổi đó là vĩnh viễn.
Ling Wan tổ chức đám cưới và tiệc chia tay dân làng, họ thích Ling Wan vì cô ấy xinh đẹp. Cho Cho, người đang rời làng vì nợ nần được Ling Wan đến thăm và họ uống rượu say khướt cho đến khi Ling Wan ngủ thiếp đi. Cho Cho đưa cô đến gặp pháp sư, người sẽ thay đổi khuôn mặt của họ. Vì không có cách nào để đổi chúng trở lại, cuộc sống của họ đã thay đổi mãi mãi.

## Diễn viên
- Trần Diệu Anh - Sở Sở / Lăng Vân
- Hướng Hải Lam - Lăng Vân / Sở Sở
- Mạch Trường Thanh - Phùng Lạc Nhân
- Trương Triệu Huy - Tống Thần Tông
- Ngạo Gia Niên - Triệu Hy
- Đỗ Đại Vỹ - Lăng Đan (Triệu Đan)
- Chan Wing Han - Fung Song Yi
- Ngụy Tuấn Kiệt - Tiêu Đào
- Hứa Thiệu Hùng - Lăng Thiết
- Quan Bảo Tuệ - Tỳ nữ của Thái hậu
- Hạ Bình - Thái hậu

Chương trình cũng có sự xuất hiện của các khách mời như Xa Thi Mạn, Mã Quốc Minh và Chui Wing.

## Phát sóng quốc tế
| Khu vực   | Mạng lưới   | Ghi chú                          |
| --------- | ----------- | -------------------------------- |
| Singapore | TVB Xing He | Lồng tiếng bằng tiếng Quan Thoại |
| Singapore | TVB Classic | Lồng tiếng bằng tiếng Quan Thoại |